# John de Christmas
John Carl Constant Beresford de Christmas-Dirckinck-Holmfeld (født 18. februar 1860 i Jægersborg, død 22. oktober 1916 i Paris) var en dansk læge.
de Christmas, der var søn af kammerherre og hofjægermester Walter Edmund de Christmas-Dirckinck-Holmfeld, blev student i 1878 fra Randers Statsskole og cand.med. fra Københavns Universitet i 1885. Allerede som studentviste han, at han brændte for videnskab. Han udgav således i 1883 en histologisk-eksperimentel undersøgelse om regio olfactoria og i 1884 bogen Hvorledes skaffes god daglig Kost for den billigste Pris? sammen med Sophus Torup. Bogen solgte to oplag og udkom desuden på svensk. Han arbejdede desuden med bakteriologi i C.J. Salomonsens  laboratorium i Botanisk Museums kælder.
Efter sin medicinske kandidateksamen rykkede han til Paris med støtte fra stipendier og arbejdede på Institut Pasteur. Han endte med at tage fransk lægeeksamen og udarbejdede i 1888 sin thése de doctorat med titlen Etudes expérimentales sur la suppuration. Han åbnede derefter en praksis i Paris, men fortsatte samtidig arbejdet på instituttet, hvor han særligt granskede bakteriedræbende stoffer. Han forsøgte at fremstille et stof, der kunne helbrede gonokokker, men lykkedes ikke. Hans forskning fik dog betydning.
Han blev 18. januar 1889 gift med Adrienne Caroline de Sacy (1863-1931).